# Simulium euryplatamus
Simulium euryplatamus es una especie de insecto del género Simulium, familia Simuliidae, orden Diptera.
Fue descrita científicamente por Sun & Song, 1995.